# Topomyia tumetarsalis
Topomyia tumetarsalis är en tvåvingeart som beskrevs av Chen och Zhang 1988. Topomyia tumetarsalis ingår i släktet Topomyia och familjen stickmyggor. Inga underarter finns listade i Catalogue of Life.